# Jou (España)
Jou es una localidad española del municipio de La Guingueta, perteneciente a la provincia de Lérida, en la comunidad autónoma de Cataluña.

## Historia
El municipio de Jou surgió de cara al censo de 1857 a partir de la fusión de Berrós Jussà, Berros Subirá y Dorve.
Hacia mediados del siglo XIX, el lugar, por entonces con ayuntamiento propio, tenía contabilizada una población de 70 habitantes. Aparece descrito en el noveno volumen del Diccionario geográfico-estadístico-histórico de España y sus posesiones de Ultramar de Pascual Madoz con las siguientes palabras:

JOU: l. con ayuntamiento en la provincia de Lérida, partido judicial de Sort, aud. terr. y c. g. de Barcelona, diócesis de Seo de Urgel: se halla sit. en el valle de Aneo en un colladito dominado de altas montañas, y elevado una hora sobre la márg. der. del r. Noguera Pallaresa; el clima por lo comun es bastante frio, y reinan con frecuencia los vientos de N. y S., padeciéndose algunas pulmonías y reumas. Se compone de 19 casas, inclusa la de ayunt., con una igl. parr. (San Pedro Apóstol), cuyo curato es de entrada y se halla servida por un cura párroco con título de rector y 3 beneficiados, siendo el nombramiento del primero de S. M. ó el diocesano, segun los meses en que vaca y á propuesta en terna entre los naturales del espresado valle. El térm. confina por el N. con Esterri y Sou (1/2 hora); E. Dorbe, Berrós y Josá (1); S. Estahis y Espot (id.), y O. Espot y Sou (id.). El terreno, flojo y pedregoso, tiene hácia el N. y E. algunos montes de bastante elevacion y poblados de pinos. caminos: solo los que dirigen á los pueblos circunvecinos, de herradura y en mal estado. La correspondencia se recibe de Esterri, á donde la conduce desde Tremp un balijero, y desde aquel punto por medio de un espreso, pagado por los particulares, que va á buscarla dos veces á la semana. prod.: trigo, centeno, cebada, heno, patatas y frutas; cria ganado mayor y menor, y caza de liebres y perdices. comercio: el que proporciona la cria del ganado. pobl.: 12 vec., 70 alm. cap. imp.: 18,030 rs. contr.: el 14'28 por 100 de esta riqueza. El presupuesto municipal asciende á 500 rs., que se cubren por reparto vecinal.
(Madoz, 1847, p. 642)

El municipio de Jou desapareció en 1971, cuando se fusionó con otros para formar el nuevo municipio de La Guingueta.

## Demografía
En 2023, la entidad singular de población tenía empadronados 18 habitantes y el núcleo de población, también 18.
| Gráfica de evolución demográfica de Jou entre 1857 y 1970 |
| |
| Población de derecho según los censos de población del INE Población de hecho según los censos de población del INEEntre el censo de 1981 y el anterior, este municipio desaparece porque se agrupa en el municipio 25903 (La Guingueta) Entre el censo de 1857 y el anterior, aparece este municipio porque se fusionan los municipios 255056 (Berros Josá), 255057 (Berros Subirá) y 255147 (Dorbé) |

## Patrimonio

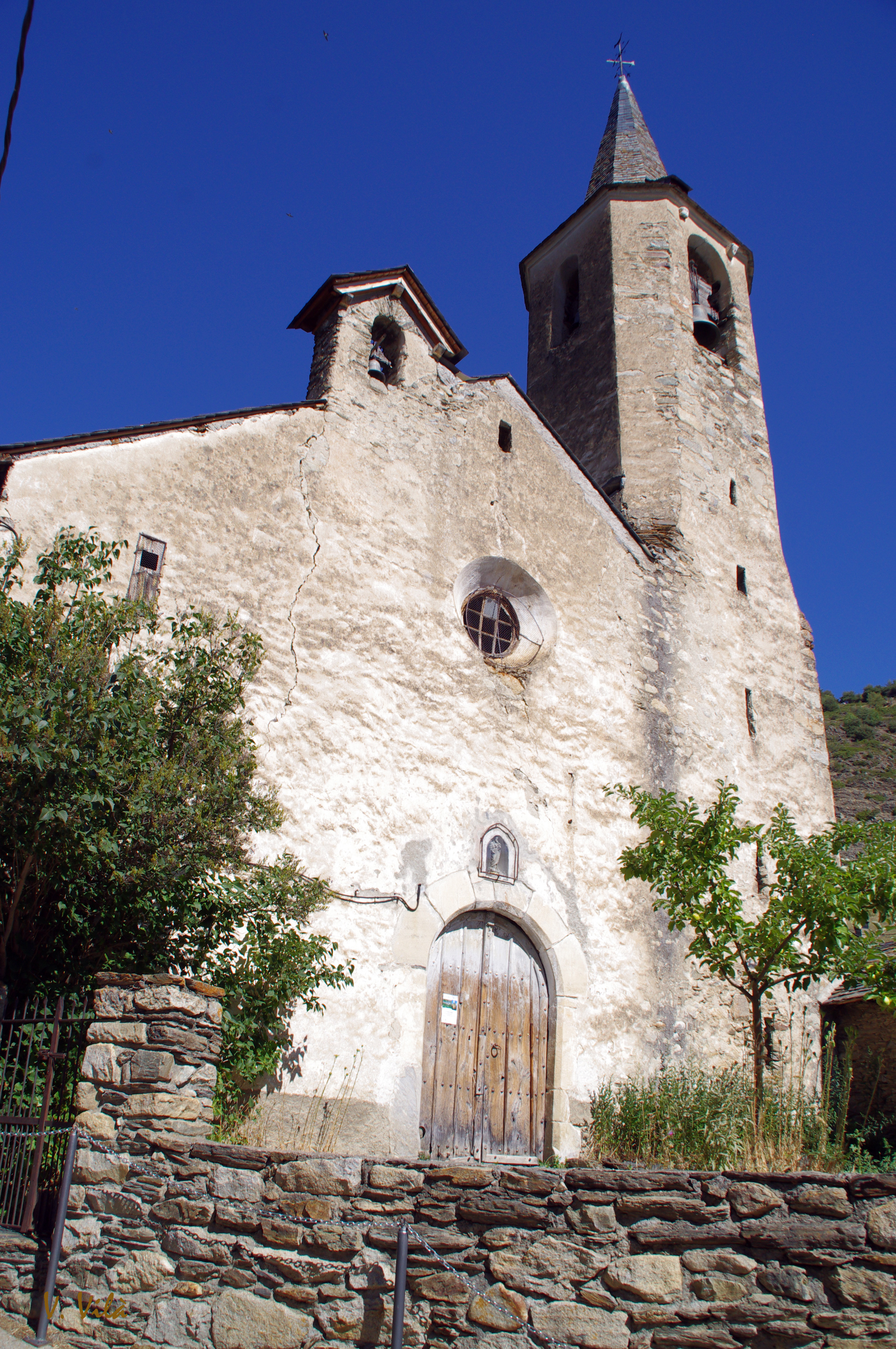
La iglesia de San Pedro Apóstol

Hay en la localidad una iglesia de San Pedro Apóstol.